# Saint-Sauveur (Somme)
 Saint-Sauveur  es una población y comuna francesa, en la región de Picardía, departamento de Somme, en el distrito de Amiens y cantón de Amiens-2.

## Demografía
| 1034 | 1173 | 1371 | 1410 | 1557 | 1526 | 1414 |
| Para los censos de 1962 a 1999 la población legal corresponde a la población sin duplicidades (Fuente: INSEE [Consultar]) |      |      |      |      |      |      |